# Fand
Fand é uma deusa primeva do mar na mitologia irlandesa, posteriormente descrita como uma "Rainha das Fadas". Seu nome é variavelmente traduzido como "Pérola de Beleza" ou "Uma Lágrima". Ela é vista como a mais bela das deusas, associada com as ilhas aprazíveis do Outro Mundo, com os jovens e as mulheres.
De Niamh do Cabelo Dourado, deusa ou mulher do Outro Mundo, é dito ser filha de Manannán mac Lir. Como Niamh e Fand compartilham algumas características, é possível que Niamh seja também filha de Fand. Algumas fontes mencionam outra possível filha de Manannán, Cliodna, mas como Manannán é conhecido por ter desposado um sem número de deusas e mulheres mortais, sua conexão com Fand não é clara.
Uma montanha em Vênus, Fand Mons (7,0°N-158,0°L), recebeu este nome em homenagem a ela.